# Les Conservateurs (parti letton)
Pour les articles homonymes, voir Les Conservateurs (parti luxembourgeois).
Les Conservateurs (en letton : Konservatīvie, abrégé K), anciennement appelé Nouveau Parti conservateur (en letton : Jaunā konservatīvā partija, abrégé JKP) est un parti politique conservateur letton, classé au centre droit et fondé en 2014.

## Historique
Le parti est fondé sous le nom de Nouveau Parti conservateur le 17 mai 2014 par Jānis Bordāns, ancien ministre de la Justice. Lors des élections législatives de 2018, il obtient 16 sièges de députés. Le 7 novembre suivant, Bordāns est chargé par le président Raimonds Vējonis de former un nouveau gouvernement, mais il doit renoncer une semaine plus tard.
En février 2022, le Nouveau Parti conservateur change de nom pour devenir Les Conservateurs.
Lors des élections législatives de 2022, il perd tous ses députés et plus de 10 % des voix, le faisant sortir de toute représentation au parlement. 

## Résultats électoraux

### Élections parlementaires
| Année | Députés  | Votes   | %     | Rang | Gouvernement        |
| ----- | -------- | ------- | ----- | ---- | ------------------- |
| 2018  | 16 / 100 | 114 694 | 13,59 | 3e   | Kariņš I            |
| 2022  | 0 / 100  | 28 270  | 3,09  | 13e  | Extra-parlementaire |